# Da Vinci Mysteriet
 For alternative betydninger, se Da Vinci Mysteriet (flertydig). (Se også artikler, som begynder med Da Vinci Mysteriet)
Da Vinci Mysteriet (engelsk: The Da Vinci Code) er den amerikanske forfatter Dan Browns fjerde roman, der ligesom Engle og Dæmoner følger professor Robert Langdon og kryptografen Sophie Neveu (som dog kun optræder i Da Vinci Mysteriet) i deres søgen efter svaret på en ældgammel hemmelighed med rødder helt tilbage til Jesus Kristus. Bogen indeholder derudover referencer til tempelridderne, frimurerne, Leonardo da Vinci, Den hellige gral og meget mere.
Bogen er oversat til 44 sprog, og der er pr. 2009 blevet solgt over 80 millioner eksemplarer.  Da Vinci Mysteriet er i Danmark udgivet i en almindelig udgave, såvel som i en illustreret udgave. I kølvandet på bogens store popularitet, er den også blevet filmatiseret. Filmen er produceret af Brian Grazer og instrueret af Ron Howard, som bl.a. også har lavet A Beautiful Mind. I rollen som Robert Langdon ses Tom Hanks, mens Audrey Tautou spiller Sophie.

## Kritik
Bogen indledes med en påstand fra forfatteren om, at alle beskrivelser af kunstværker, arkitektur, dokumenter og hemmelige ritualer i romanen er sandfærdige. Denne påstand er imidlertid blevet bredt modgået af mange forskere inden for de felter, som bogen omhandler, og bogen er generelt blevet kritiseret for en sensationalistisk og vildledende fremstilling af historiske fakta. Herimod indvender Brown og andre, at bogen først og fremmest er fiktion, og at den som sådan har ret til at tage sig visse kunstneriske friheder.
To af forfatterne til bogen Helligt blod, hellig gral, Michael Baigent og Richard Leigh, sagsøgte Dan Brown for brud på ophavsretten, da romanen i høj grad fremfører de samme idéer som Helligt blod, hellig gral, men sagsøgerne fik ikke medhold. Den tredje forfatter, Henry Lincoln, ønskede ikke at sagsøge Dan Brown.

## Diverse
- Titlen "Da Vinci Mysteriet" er et af tidernes mest prominente eksempler på en dansk skrivefejl (særskrivning).
- Skurken Teabing har fået sit underlige navn som et anagram på Michael Baigents efternavn.